# NGC 4123
NGC 4123 is een balkspiraalstelsel in het sterrenbeeld Maagd. Het hemelobject werd op 23 februari 1784 ontdekt door de Duits-Britse astronoom William Herschel.

## Synoniemen
- UGC 7116
- IRAS12056+0309
- MCG 1-31-23
- ZWG 41.42
- MK 1466
- UM 477
- KCPG 322B
- PGC 38531